# Sachem

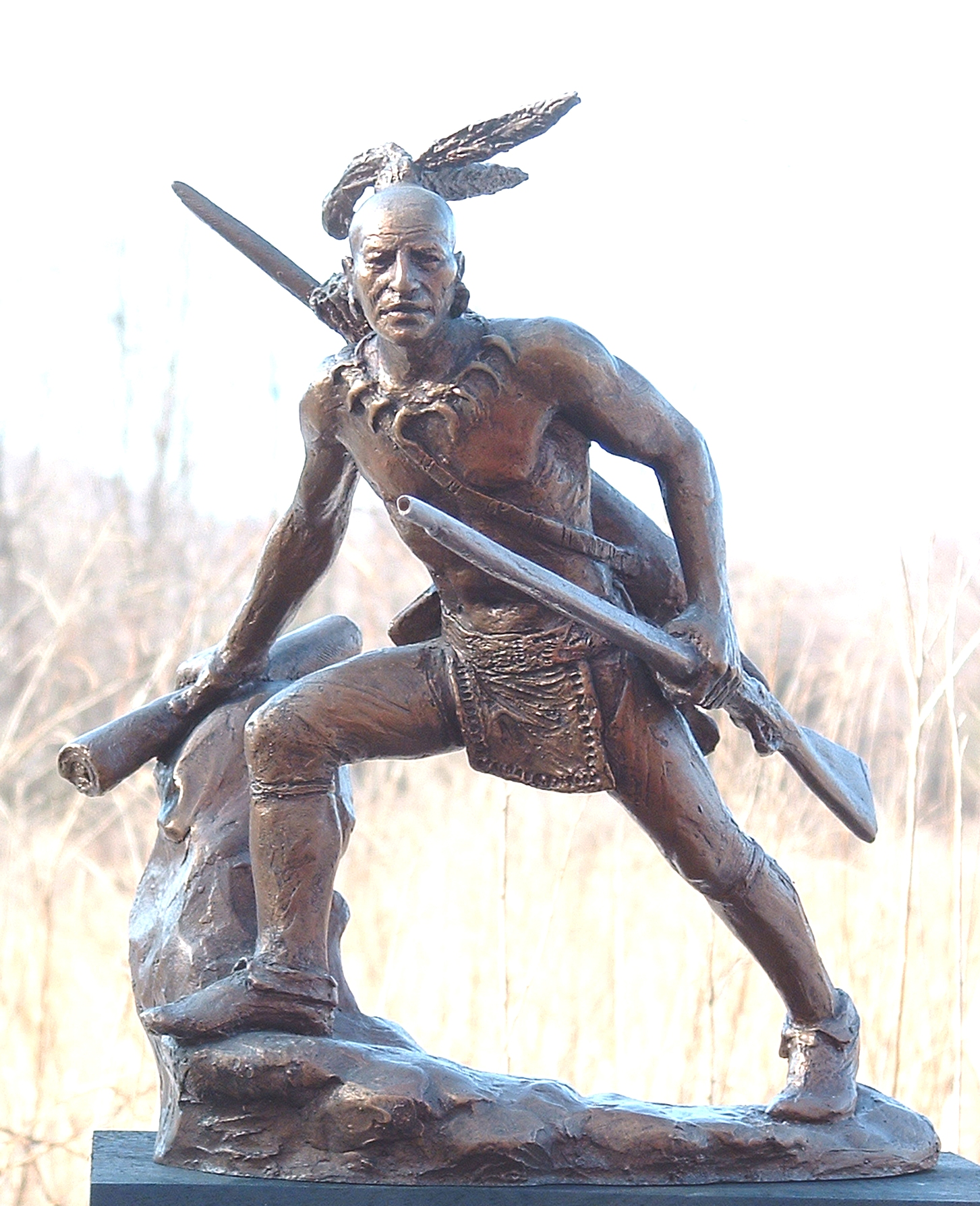
Scultura in bronzo di un sachem nativo americano in abiti tradizionali

Il termine sachem - d'origine algonchina - fu impiegato da numerose tribù di nativi nordamericani delle aree del Nord-Est per indicare i loro capi.
Questi erano eletti non in virtù di loro epiche imprese ma per meditata scelta operata all'interno di gruppi familiari tradizionalmente accreditati di capacità politiche e di convincimento, in grado quindi di dirimere le inevitabili controversie che spesso insorgono nelle strutture sociali di tipo tribale, al cui interno i diversi gruppi familiari e clanici, caratterizzati da una fortissima solidarietà interna.
Per lo più i sachem si occupavano della distribuzione delle terre, della percezione degli eventuali tributi imposti a gruppi egemonizzati, a giudicare in funzione arbitrale le liti interne al gruppo, a ricevere gli eventuali ospiti e a officiare la liturgia delle cerimonie sacre, pur senza sostituire il wikaša wakan (lo sciamano, lett. "uomo sacro"). 